# Escuela de Ingenierias Industriales (Universidad de Málaga)
La Escuela de Ingenierías Industriales de Málaga es el centro de la universidad de la misma ciudad que, creada en el año 2016 para integrar a la Escuela Politécnica Superior y la Escuela Técnica Superior de Ingeniería Industrial. La EII imparte las titulaciones de educación superior enfocadas a las ingenierías de la rama industrial.

## Historia
La ETSII de Málaga fue fundada en 2016 por Decreto 140/2016, de 2 de agosto, por fusión de las Escuelas ETSII y EPS.

### Nuevo edificio
El nuevo edificio, obra del arquitecto malagueño Salvador Moreno Peralta fue inaugurado en 2009 en la ampliación del Campus de Teatinos en sustitución de las instalaciones anteriores en El Ejido y que comparte con la Escuela Universitaria Politécnica. Se trata de un complejo formado por el edificio principal, donde se ubican las aulas, despachos, biblioteca y laboratorios de pequeña dimensión; y un segundo módulo que alberga los laboratorios que requieren una cimentación o dimensión especiales.
El edificio obtuvo la certificación energética A (máxima categoría en eficiencia energética) otorgada por la Agencia Andaluza de la Energía.
Desde 2014 está en funcionamiento el primer tramo de la línea 1 del Metro de Málaga a modo de tranvía interno por el Campus Universitario de Teatinos, sirviendo así para la movilidad de los estudiantes entre la zona primitiva y la ampliación del Campus.

## Estudios y titulaciones
- Grado en Ingeniería de la Energía (Andalucía TECH)
- Grado en Ingeniería en Tecnologías Industriales
- Grado en Ingeniería de Organización Industrial (Andalucía TECH)
- Grado en Ingeniería Electrónica, Robótica y Mecatrónica (Andalucía TECH)
- Grado en Ingeniería Mecánica
- Grado en Ingeniería Electrónica Industrial
- Grado en Ingeniería en Diseño Industrial y Desarrollo del Producto
- Grado en Ingeniería Eléctrica

## Departamentos
En la EII de Málaga imparten docencia un total de diecisiete departamentos de la universidad: 
| - Arquitectura de Computadores - Economía y Administración de Empresas - Electrónica - Estadística e Investigación Operativa - Expresión gráfica, Diseño y Proyectos - Filología Inglesa, Francesa y Alemana | - Física Aplicada II - Ingeniería Civil, de Materiales y Fabricación - Ingeniería de Comunicaciones - Ingeniería de Sistemas y Automática - Ingeniería Eléctrica - Ingeniería Mecánica y Mecánica de Fluidos | - Ingeniería Química - Lenguajes y Ciencias de la Computación - Matemática Aplicada - Máquinas y Motores Térmicos - Tecnología Electrónica |